# Train on a Track
«Train on a Track» es una canción escrita por el estadounidense productor Rob Fusari, Tiaa Wells, Balewa Muhammad y Sylvester Jordan para el álbum debut Kelly Rowland, Simply Deep (2002). También fue coproducido por Fusari y recibió una recepción generalmente positiva por parte de los críticos de música.  
Fue lanzada como cuarto y último sencillo del álbum en territorios internacionales en agosto de 2003 y entró en los veinte primeros en el Reino Unido. Además, "Train on a Track" llegó a las listas de éxitos en Australia, Alemania, Irlanda, los Países Bajos, Escocia y Suiza.  
La canción también fue incluida en la banda sonora de las películas Maid in Manhattan y (2002) The Seat Filler (2004).

## Vídeo musical
El vídeo fue dirigido por el director de cine finlandés Antti Jokinen y filmado en Palm Beach en Sídney al final de la gira australiana de Kelly a mediados de 2003.

## Lista de canciones
| CD sencillo International I 1. «Train on a Track» (álbum versión) 2. «Train on a Track» (HR Crump Remix) 3. «Emotion» (live from Rotterdam audio version) 4. «Train on a Track» (music video) CD sencillo International II 1. «Train on a Track» (álbum versión) 2. «Can't Nobody» (Ced Solo NYC Remix) 3. «Can't Nobody» (Ron G Remix) | CD sencillo Australia 1. «Train on a Track» (álbum versión) 2. «Train on a Track» (HR Crump Remix) 3. «Train on a Track» (Rob Fusari Remix) 4. «Can't Nobody» (Ron G Remix) Pock It-CD (3") Alemania 1. «Train on a Track» (álbum versión) 2. «Train on a Track» (Rob Fusari Remix) |

## Posicionamiento en listas
| Listas (2003)                               | Máxima posición |
| ------------------------------------------- | --------------- |
| Alemania (Offizielle Deutsche Charts)       | 93              |
| Australia (ARIA)                            | 61              |
| Bélgica (Flandes) (Ultratip Bubbling Under) | 16              |
| Escocia (Scottish Singles Sales Chart)      | 21              |
| Irlanda (IRMA)                              | 44              |
| Países Bajos (Mega Single Top 100)          | 61              |
| Reino Unido (UK Singles Chart)              | 20              |
| Reino Unido (UK R&B Chart)                  | 6               |
| Suiza (Schweizer Hitparade)                 | 67              |